# Robert Van Roosbroeck
Robert Van Roosbroeck (Antwerpen, 3 november 1898 - Oosterhout, 14 mei 1988) was een Belgisch historicus en collaborateur tijdens de Eerste en de Tweede Wereldoorlog.

## Eerste Wereldoorlog
Na studies aan de gemeentelijke normaalschool in Antwerpen, werd Van Roosbroeck in 1917 tot onderwijzer benoemd in een Antwerpse gemeenteschool.
Ondertussen was hij meegestapt in het activisme: medestichter van het Vlaamsch Verbond en lid van de Jeugdgemeente, een activistische jongerengroep rond Lode Craeybeckx.
Na de oorlog werd hij geschorst als onderwijzer en hielp hij mee aan de oprichting van de Frontpartij in Antwerpen. Hij schreef artikels voor de partijbladen De Stormram en De Ploeg.

## Interbellum
Een paar jaar later werd hij opnieuw onderwijzer, ditmaal in Hemiksem. Hij ging ook weer studeren. Eerst behaalde hij zijn humanioradiploma voor de Centrale Examencommissie. In 1923 ging hij geschiedenis studeren aan de KU Leuven en in 1930 promoveerde hij tot doctor in de geschiedenis, met een proefschrift gewijd aan het Wonderjaar (1566) in Antwerpen.
Hij werd leraar aan de gemeentelijke normaalschool in Antwerpen en werd een veelgevraagd spreker over geschiedenis en internationale politiek. Hij werd bestuurslid van de Volksuniversiteit Herman van den Reeck.
In 1933 werd hij medewerker van het dagblad De Schelde en hij was medeverantwoordelijk voor de pro-Duitse houding van het blad. In 1934 trad hij toe tot het Vlaamsch Nationaal Verbond en leverde artikels voor het partijblad Volk en Staat. Na de inval van Tsjechoslowakije door Duitsland, die hij afkeurde, verliet hij De Schelde en stichtte het strikt neutrale weekblad De Week. Hij nam ook deel aan de activiteiten van de Duitsch-Vlaamsche Arbeidsgemeenschap of DeVlag.

## Tweede Wereldoorlog
Onder de Duitse bezetting draaide Van Roosbroeck opnieuw mee in de collaboratie. In 1940 trad hij toe tot de Algemeene SS-Vlaanderen en werd hij lid van de Nederlandsche Kultuurraad. Binnen de DeVlag werd hij leider van het 'Ambt voor Opvoeders'.
In 1942 werd hij schepen van onderwijs in Groot-Antwerpen en oefende dit ambt uit tot in september 1944. In zijn functie van schepen van Onderwijs voerde hij de segregatie van Joodse leerlingen in Groot Antwerpen door. Hij verplichtte Joodse leerlingen om voortaan naar een Joodse school te gaan en stond hierop geen enkele uitzondering toe. Op deze wijze werden alle Joodse kinderen op slechts enkele scholen bij elkaar gebracht en daarmee ook de administratieve gegevens van hun ouders. Mede hierdoor was het mogelijk dat in Antwerpen 65.88 % van de Joodse bevolking (9009 personen) het slachtoffer van de Endlösung werd. In Brussel was dat percentage 37%. In het algemeen kan men stellen dat de kans op deportatie voor Joodse medeburgers in Antwerpen 2 op 3 was en in de rest van België 1 op 3. 
Hij werd onder druk van de bezetter als hoogleraar opgedrongen aan de ULB, maar liever dan hem te aanvaarden, staakte de universiteit haar activiteiten, waarop ze door de bezetter gesloten werd. Hij werd vervolgens tot hoogleraar benoemd aan de Rijksuniversiteit Gent.
In september 1944 vluchtte Van Roosbroeck naar Duitsland en trad toe tot de Vlaamsche Landsleiding.

## Na de oorlog
Na de Duitse nederlaag kwam Van Roosbroeck naar Antwerpen terug en slaagde er in er een paar jaar ondergedoken te leven. In 1946 werd hij bij verstek ter dood veroordeeld.
In 1947 vestigde hij zich, aanvankelijk ook ondergedoken, in het Nederlandse Oosterhout. Vanaf 1954 kon hij zich vrij bewegen en werd, tot aan zijn dood, ingeschreven als stateloos burger. Vanaf 1970 mocht hij zich ook weer op Belgisch grondgebied wagen.
Hij bleef verder actief als auteur van ontelbare bijdragen over geschiedenis en internationale politiek, meestal in Vlaamse dag-, week- en maandbladen, zoals De Standaard, De Goede Pers, Kultuurleven, De Vlaamse Toeristenbond en de Boekengilde Brederode. Hij gebruikte hiervoor talrijke pseudoniemen, zoals G. Blommaert, Dr. P. Blommaert, R. Roose, dr. C. Van Beveren, R. Van den Heuvel, R. Kievits, P.B., G.B., Jan Bartels, B. Van Dingen, dr. Paul Van Blaak, K. de Jager, R. Math. Wijtens en J.R. Hermans, V.R.
In Oosterhout werd Van Roosbroeck in 1979 onderscheiden met de gouden erespeld van de stad. Die werd in december 2021 postuum weer ingetrokken wegens zijn oorlogsverleden.

## Publicaties

### Voor 1945
- De mogelijkheid van een onderzoek naar de oorzaken van den Wereldoorlog, 1933.
- Van Bismarck tot Poincaré, 1936.
- De Fransche Rijnpolitiek en de Vlaamsche zelfstandigheid, 1937.

- Van Roosbroeck leidde de Geschiedenis van Vlaanderen in zes delen (vanaf 1936).
- Hij was mederedacteur van 100 Grote Vlamingen (1941)
- Mederedacteur van Nederlandsche historiebladen (1938-1940).
- Medewerker aan Katholieke Encyclopedie, Bijdragen tot de geschiedenis en Rheinische Viertelsjahrblatter.

### Na 1945
- De Nederlandse idee en de Benelux, 1950.
- Brieven over Verschaeve: de herfstdroom van een balling, 1951.
- A. Borms en een ooggetuige, 1951.
- Voor de uitgave Flandria Nostra leverde hij naamloze bijdragen.
- Mede-hoofdredacteur van Twintig Eeuwen Vlaanderen (1972). Hij schreef de drie eerste delen over de geschiedenis van Vlaanderen.
- Willem de Zwijger, Mercatorfonds, Antwerpen, 1974, ISBN 90-233-0341-5, boek waar hij tientallen jaren aan werkte.

## Voetnoot
1. ↑  Ref. Dagblad 9 dec. 2021